# Zahăr

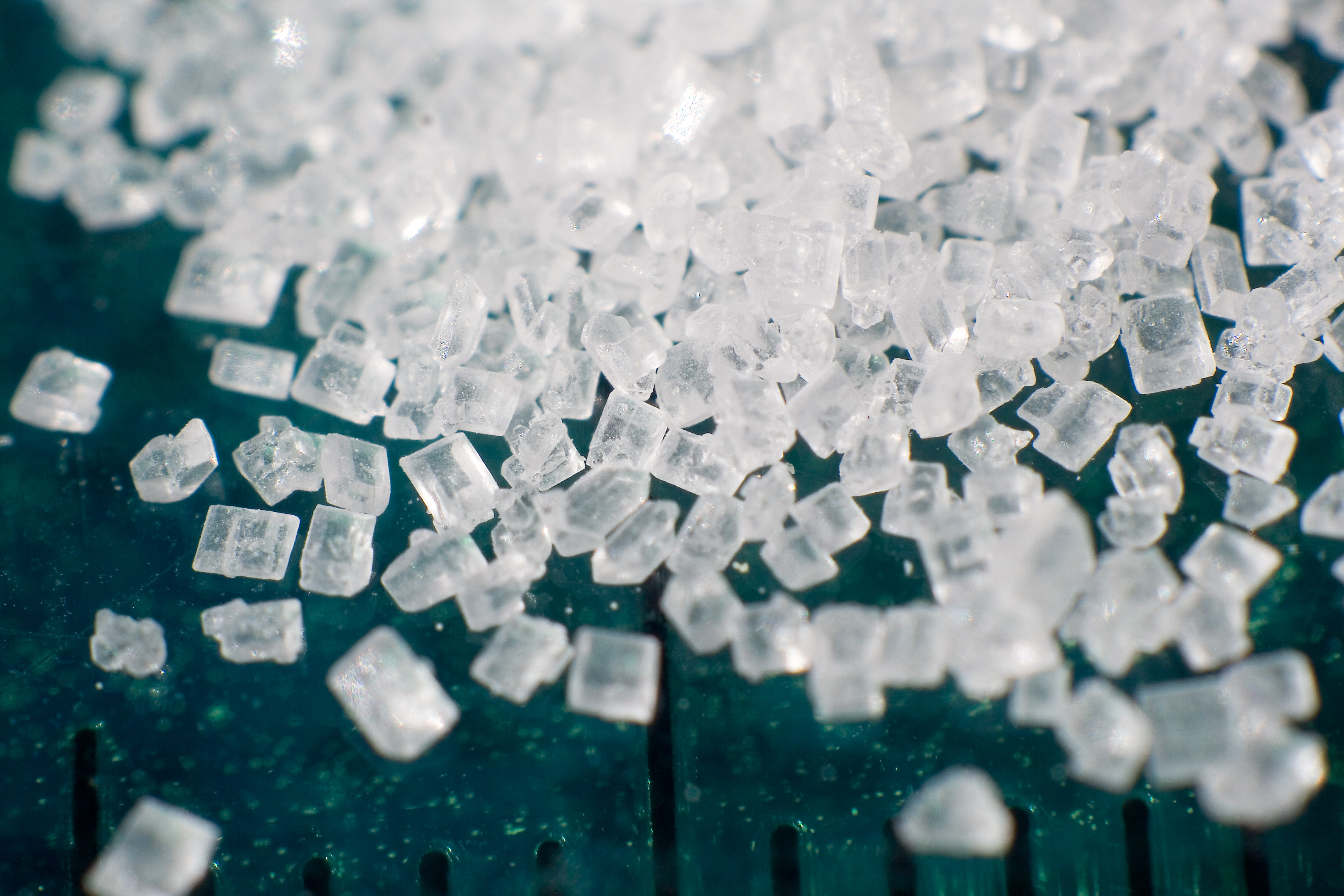
Cristale de zahăr

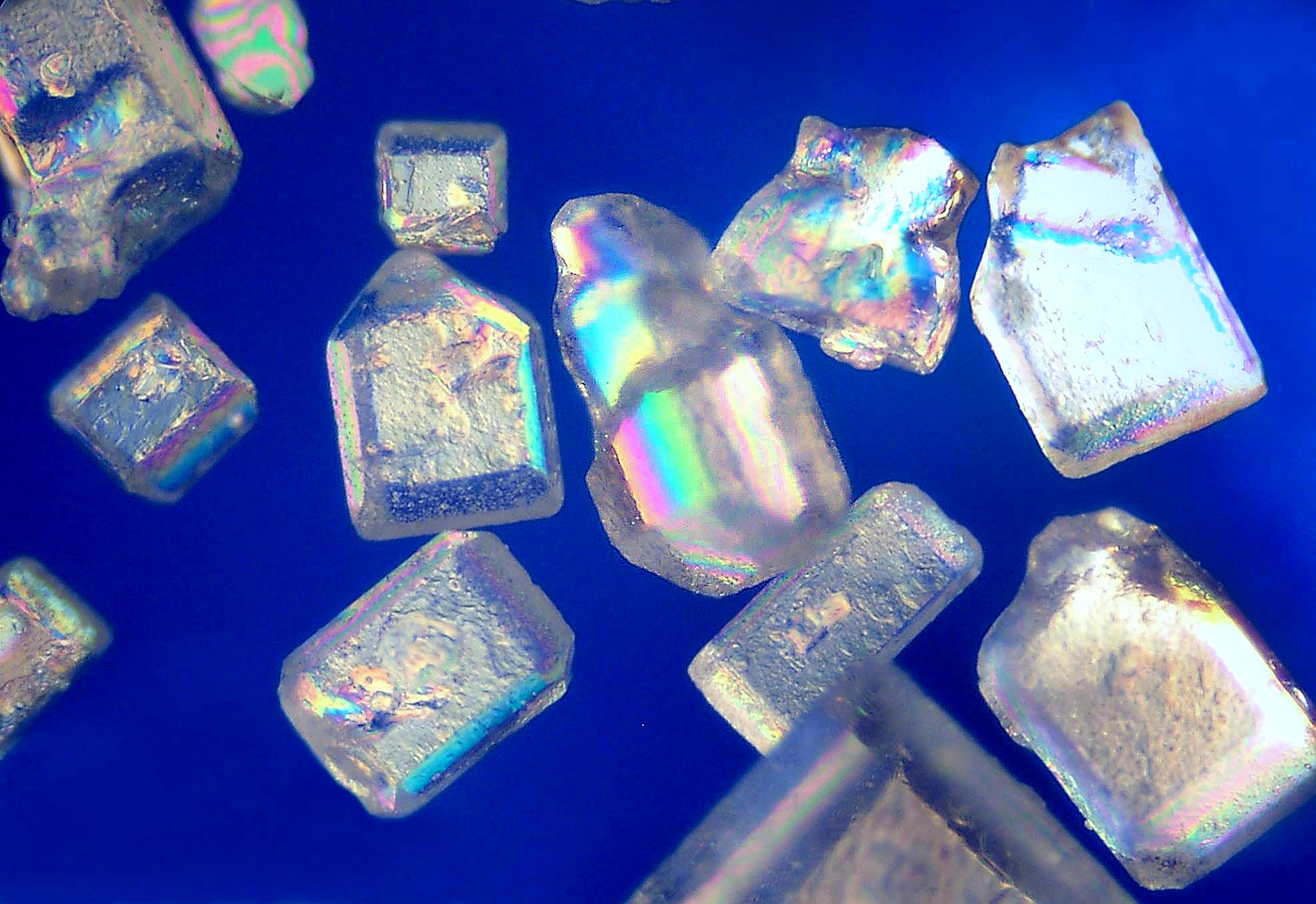
Cristale de zahăr sub microscopul cu lumină polarizată

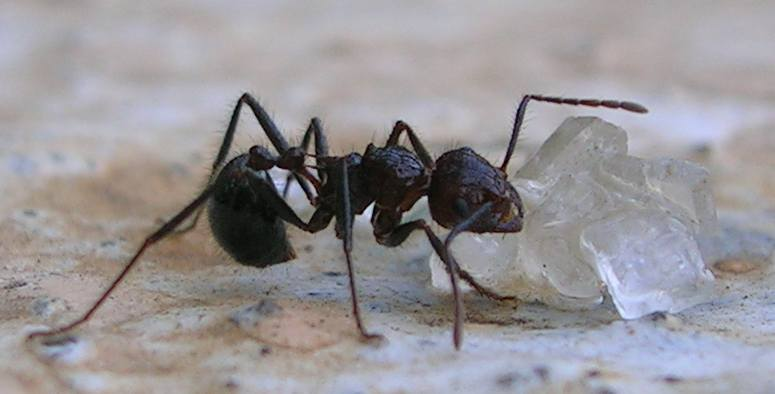
O furnică care gustă dintr-un cristal de zahăr

Zahărul este un aliment obținut din sfecla de zahăr sau din trestia de zahăr, cu un conținut mare de zaharoză (un dizaharid solid, alb, cristalin), care îi conferă un gust dulce pronunțat. Este folosit în alimentație pentru a îndulci mâncărurile și băuturile, dar și drept conservant. Se digeră repede, constituind o sursă rapidă de glucoză, un monozaharid care este folosit în celulele biologice pentru producerea de energie. Există două tipuri de zahăr: zahărul brut, nerafinat, care, pe lângă zaharoză, mai păstrează și urme din alte substanțe naturale provenite din planta de extracție, și zahărul alb rafinat, care conține exclusiv zaharoză, toate celelalte substanțe fiind înlăturate prin procedee chimice. Zahărul comercializat sub denumirea de zahăr brun poate fi zahăr brut, nerafinat, sau zahăr alb rafinat, care a fost colorat după rafinare cu melasă sau caramel.
În țările cu climă temperată, zahărul se obține din sfecla de zahăr, iar în țările cu climă caldă (tropicală, subtropicală și ecuatorială) - din trestia de zahăr. Țările cu producțiile cele mai mari de zahăr sunt Brazilia, India și China. Dintre țările europene, producătoare mai importante sunt Franța, Germania și Polonia.

## Etimologie
- Etimologia denumirii provine din limba arabă sukkar (verb: sakkara) ce înseamnă aliment, "plăcere".

Termenul a ajuns în Anglia de la comercianți italieni. În italiană, cuvântul zahăr este tradus Zucchero, în timp ce cuvintele spaniolă și portugheză, Azucar și respectiv Açúcar, au păstrat o urmă din forma arabă. În franceza veche (1180) zahăr este „zucre”, care, foarte repede, în secolul XIII, ia forma contemporană „sucre”.

## Energie calorică
- Energia calorică a zahărului este 16,8 kJ (4,1 kcal) pe gram, pe când cea a alcoolului atinge 29,8 kJ (7 kcal) pe gram.

## Chimie
Din punct de vedere științific , zahărul face parte din categoria carbohidrați , cum ar fi monozaharide , dizaharide sau oligozaharide  . Monozaharidele sunt numite " zaharuri simple, " cel mai important dintre ele fiind glucoza. Aproape toate zăharurile au formula CnH2nOn ( n este între 3 și 7 ) . Glucoza are formula moleculară C6H12O6. Zahărul are formula C12H22O11.

## Consumul de zahăr
În anul 2014, un român consuma în medie 30 kg de zahăr anual, față de circa 16 kg cât consuma în medie un european.